# Kajplads 114
Kajplads 114 var en ugentligt tilbagevendende tv-udsendelse på Danmarks Radio i midten af 1980'erne, produceret af Ungdomsredaktionen. Programmet var meget politisk, og inddrog ofte politikere, bl.a. var Københavns tidligere overborgmester, Egon Weidekamp, en fast gæst i programmet, på grund af den kritiske situation mht. mangel på ungdomsboliger i København.
Poul Nesgaard var fast vært på programmet, der foregik på Færgen Sjælland, der lå fortøjet i Københavns Havn på kajplads 114, på sjællandssiden, umiddelbart nord for Langebro.
Et andet fast indslag var en blå boks, opstillet på kajen foran færgen, hvor alle kunne gå ind og blive optaget på video, mens de sagde deres mening om et eller andet aktuelt (eller uaktuelt) emne. Redaktionen viste udvalgte indslag i aftenens program.
Når programmet var slut, fortsatte programmet Dødssejleren i radioen, hvor man kunne ringe ind på telefonnummer 01 12 12 13.